# Estadio Monumental "U"
Het Estadio Monumental "U" is een multifunctioneel stadion in Lima, Peru. In het stadion worden vooral voetbalwedstrijden gespeeld, de voetbalclub Universitario de Deportes speelt in dit stadion zijn thuiswedstrijden. Ook het nationale voetbalelftal van Peru maakt gebruik van dit stadion voor internationale wedstrijden. Er worden ook concerten georganiseerd. Het stadion, dat werd geopend op 2 juli 2000, biedt plaats aan 80.000 toeschouwers.